# 圣安德烈号战列舰
“圣安德烈”号战列舰（羅馬化：Andrei Pervozvanny，直译：圣安德烈）是一艘于20世纪初为俄罗斯帝国海军建造的前无畏舰。由于日俄战争后引发俄军舰船设计方案变更以及1905年革命后的劳工动荡，本舰的建造工期被大大推迟，最终耗时近六年才完工。“圣安德烈”号在第一次世界大战期间的活动并不频繁，但舰员们于1917年初加入了波罗的海舰队总哗变。1919年俄国内战期间，布尔什维克曾以该舰轰炸红色峭壁堡垒的叛乱驻军。不久之后，在协约国军干预俄国内战的行动中，“圣安德烈”号被英国皇家海军沿岸摩托艇以鱼雷击中。此后本舰未得到完全修复并最终于1923年被彻底报废。

## 描述
“圣安德烈”号水线长454英尺（138.4），全长460英尺（140.2），舷宽80英尺（24.4），吃水深27英尺（8.2）。满载时全舰排水量18,580長噸（18,880公噸）。本舰采用带有舷弧的平甲板船型，双层底设计，其稳心高度为4英尺（1.2）。常规配置下，舰上配备31名军官和924名水手。
“圣安德烈”号配备了两台4缸立式三胀蒸汽机，总设计输出功率为17,600匹指示馬力（13,100千瓦特），由25台贝尔维尔锅炉为发动机提供蒸汽。在海上试验中，舰载动力系统实测生产了17,635匹指示馬力（13,150千瓦特）的输出功率，最高速度18.5節（34.3每小時；21.3英里每小時）。通常情况下，随舰可载800長噸（810公噸）燃煤，可以在12節（22每小時；14英里每小時）的航速下续1,300海里（2,400；1,500英里）；而在最大载重下，随舰装载1,500長噸（1,500公噸）燃煤，可以在12節（22每小時；14英里每小時）航速下续航2,400海里（4,400；2,800英里）。
圣安德烈级的主炮为为4门40倍径12英寸（305）炮，分别安装在上层建筑前后的两座双联装炮塔中。副炮是14门8英寸（203）火炮，其中8门安装在上层建筑四角的四座双联装炮塔中，另外6门安装在上层建筑的炮廓中。为了防御鱼雷艇，舰上还装备了12门4.7英寸（119）炮，安装在上层建筑中8英寸主炮上方的炮廓内。鱼雷装备为2具装设在水线以下的450（17.7英寸）口径鱼雷发射管，两舷侧各装一具，配备有6枚鱼雷。
根据俄国在对马海战中的经验，“圣安德烈”号的整个舰体侧面都由克虏伯渗碳装甲保护。主水线带最大厚度为8.5英寸（216），上层装甲带最厚处为5英寸（127）。主炮塔侧面装甲厚度为8英寸（203），炮廓装甲厚度为3.1至5英寸（79至127）。甲板装甲的最大厚度为1.5英寸（38）。

## 服役历史

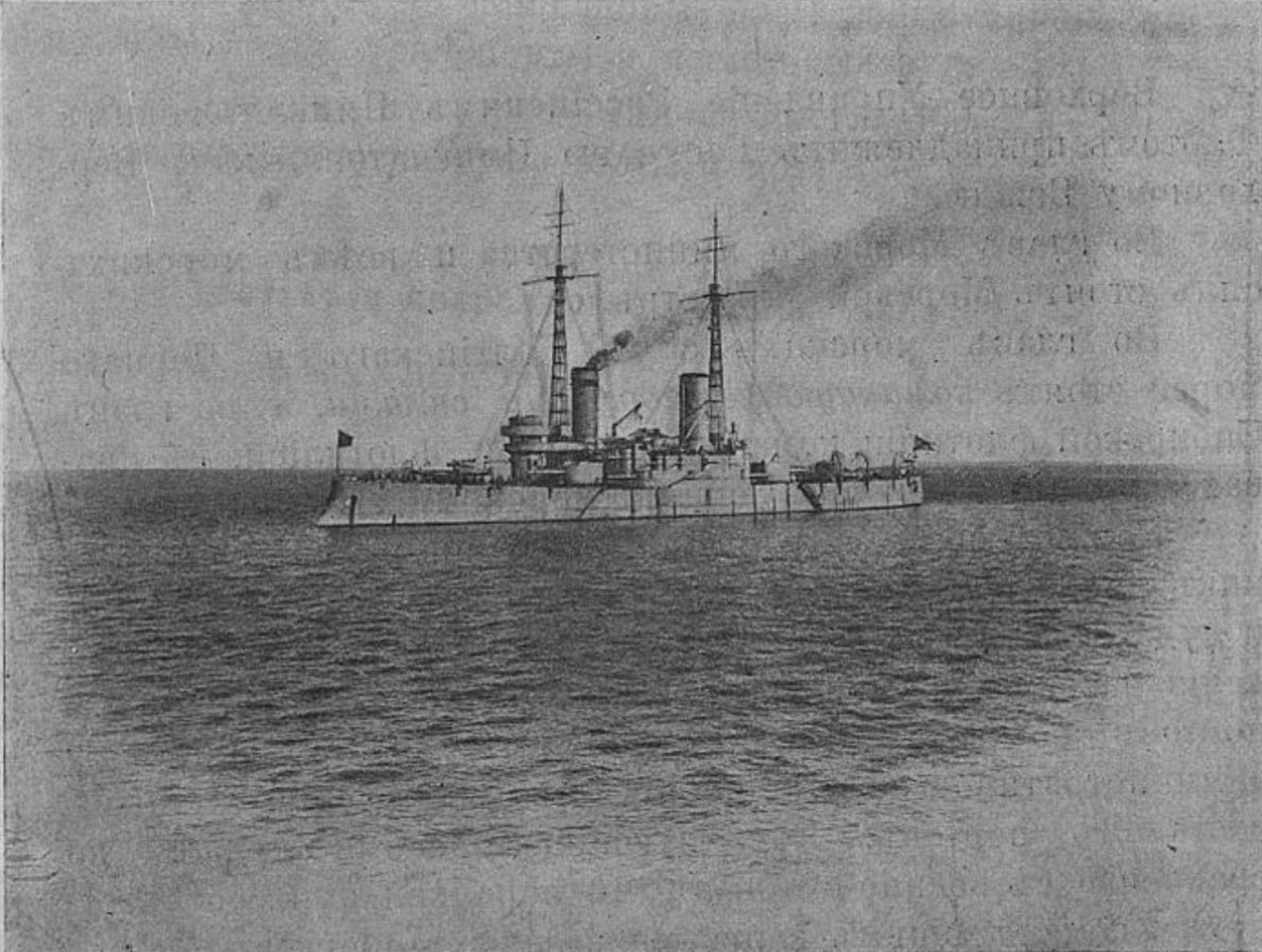
“圣安德烈”号，约1912年

“圣安德烈”号由圣彼得堡海军部造船厂建造。建造工程始于1904年3月15日，并于同年5月11日正式铺设龙骨。因1905年革命期间造船厂出现劳工问题导致建造进度放缓。本舰最终于1906年10月30日下水，并于1910年9月开始海上试航。该舰于1910年10月完工，但直到1911年3月10日才正式投入使用。“圣安德烈”号完工后被编入波罗的海舰队，并于1912年9月访问了哥本哈根港口。次年9月，“圣安德烈”号与姊妹舰“沙皇保罗一世”号一起接连访问了波特兰、瑟堡和斯塔万格。1914年7月1日，该舰在爱沙尼亚海岸外的奥登斯霍尔姆岛搁浅。次月，第一次世界大战爆发时，本舰仍在维修中。在修理期间，舰上的笼形桅被移除，并添加了轻型顶桅。
由于俄国海军在波罗的海采取防御性策略，无意挑衅德国舰队，“圣安德烈”号在一战期间基本没有活动。1914年11月12日，该舰在朗盖因海峡搁浅，之后在11月14日被打捞起，经过修复后重新投入使用。1915年初，舰上安装了防鱼雷网，1916年1月又拆除了舰上的鱼雷装置。1916年末则加装了4门76（3英寸）高射炮
1917年3月16日，不满于现状水手们在收到圣彼得堡爆发二月革命的消息后，选择加入了在赫尔辛基举行的波罗的海舰队总哗变。舰上数名军官被舰员杀害。依照《布列斯特-立陶夫斯克条约》的要求，苏维埃政府必须在1918年3月撤离赫尔辛基的海军基地，否则基地内的舰船将被新独立的芬兰扣押。尽管芬兰湾仍处于结冰状态，“圣安德烈”号及其姊妹舰（此时已经更名为“共和国”号）于4月5日率领第二批舰只启程，并于五天后抵达喀琅施塔得，这次航行被称为“冰上航行”。
1918年十月革命后，“圣安德烈”号在俄国内战期间加入了红海军。1919年6月13日至15日，因守卫彼得格勒入口的红色峭壁堡垒驻军爆发叛变，“圣安德烈”号与无畏舰“彼得罗巴甫洛夫斯克”号受命轰击堡垒。在堡垒的驻军于6月17日投降前，本舰发射了共计170枚12英寸和408枚8英寸炮弹。在英军1918至1919年进攻波罗的海期间，“圣安德烈”号在喀琅施塔得锚地遭到英国皇家海军的攻击。1919年8月17日至18日夜间，该舰被C.M.B. 31或C.M.B. 88鱼雷艇击中左舷舰首，导致舰体前部下沉2英尺（0.6）。英军声称发射了三枚鱼雷，但实际上有两枚鱼雷击中了战舰后面的港口墙。因成功发起了这次袭击，指挥官克劳德·康格里夫·多布森和中尉戈登·查尔斯·斯蒂尔被授予英国最高的军事勋章，维多利亚十字勋章。之后，“圣安德烈”号被打捞起并移入船坞，但一直未被完全修复。在修理过程中，该舰在9月3日的一次英国空袭中险些被一枚小炸弹击中。“圣安德烈”号于1923年12月15日开始拆解，但直到1925年11月21日才正式被除籍。

## 脚注

### 引文
1. ↑  张恩东 (2018)，第204頁.
2. 1 2  张德辉 (2021)，第66頁.
3. ↑  杨冯生 (2021)，第121頁.
4. ↑  McLaughlin (2003)，第180–181, 185頁.
5. ↑  McLaughlin (2003)，第181, 187頁.
6. ↑  McLaughlin (2003)，第186頁.
7. ↑  McLaughlin (2003)，第181頁.
8. ↑  McLaughlin (2003)，第180頁.
9. ↑  McLaughlin (2003)，第188, 302頁.
10. 1 2 3  McLaughlin (2003)，第188頁.
11. ↑  Chernyshev, Alexander Alekseevich.  [They died without a fight. Catastrophes of Russian ships of the XVIII-XX centuries]. Veche. 2012  [2024-06-09]. （原始内容存档于2022-08-19） （俄语）.
12. ↑  McLaughlin (2003)，第302頁.
13. 1 2  McLaughlin (2003)，第322頁.
14. ↑  Head (2009)，第229, 232頁.
15. ↑  Head (2009)，第233頁.
16. ↑  Melnikov (2003)，第96頁.

## 拓展阅读
- Campbell, N. J. M. Chesneau, Roger & Kolesnik, Eugene M. , 编. . New York: Mayflower Books. 1979: 170–217. ISBN 0-8317-0302-4.